# František Janiš
František Janiš (19. června 1848, Brňov – 4. září 1910, Olomouc) byl římskokatolický kněz, teolog a profesor na teologické fakultě v Olomouci.

## Stručný životopis
Syn Josefa Janiše, pasekáře z Brňova (č.p. 19) a Roziny roz. Krčmářové. Po studiích na gymnáziu v Kroměříži a teologické fakultě v Olomouci byl v roce 1873 vysvěcen na kněze. Působil nejprve jako kaplan v Bludově (1873-1878), od roku 1878 jako duchovní správce kláštera a výchovného ústavu v Přestavlkách a od roku 1881 jako profesor bohosloví v Olomouci. Dvakrát (1890/91 a 1895/96) byl děkanem olomoucké bohoslovecké fakulty. Před rokem 1890 byl jmenován čestným občanem Bludova.

## Dílo
- Janiš František, O svědomí, Olomouc, F. Slavík 1883.
- Janiš František, O spiritismu, Olomouc, František Janiš 1884.
- Janiš František, Nauka o náhradě škody podle učení theologů a předpisů obec. obč. zákonníka rakouského, Olomouc, F. Slavík 1884. 2. vyd.
- Janiš František, Katolická mravověda pro střední školy, Praha, František Janiš 1892.